# Tratado de Turín (1696)

El duque Víctor Amadeo II

El Tratado de Turín de 1696 fue el decisivo acto que puso fin momentáneamente a las ambiciones del duque Víctor Amadeo II de Saboya y que le obligó a pasar a una alianza con los franceses.

## Antecedentes
La guerra que el Ducado de Saboya dirigido por Víctor Amadeo II, aliado con españoles e imperiales, conducía desde 1690 contra la Francia de Luis XIV, estaba atravesando un momento crítico. Después de la desastrosa batalla de Staffarda y el fallido asedio de Cuneo por parte de los franceses, el general Catinat derrotó nuevamente al ejército piamontés ocupando Montmélian el 22 de diciembre de 1691.
Luis XIV, ante la posición de debilidad de Saboya, propuso un acuerdo a Víctor Amadeo II. El ducado vivía además en aquel momento un peligro dinástico ya que Víctor Amadeo, todavía sin hijos, se encontraba enfermo de viruela. El duque rechazó, no obstante, las propuestas francesas y nombró a su primo Manuel Filiberto de Saboya-Carignano, que entonces tenía apenas 8 años, como su sucesor.
Recuperado de su enfermedad, Víctor Amadeo sufrió una nueva derrota en la batalla de Marsaglia de 1693, después de la cual tuvo que retirarse a Moncalieri con las fuerzas restantes.

## El Tratado de Turín
Víctor Amadeo II, para salvar sus estados, aceptó el 26 de agosto de 1696 una nueva alianza con los franceses concediendo como esposa a Luis, duque de Borgoña (hijo de Luis, el Gran Delfín), a su hija Adelaida.
Algunas cláusulas del tratado preveían la cesión de Pinerolo, francesa desde 1630 a Saboya, previa destrucción de su ciudadela. Así como el paso de la fortaleza de Casale (ocupada por las tropas hispano-saboyanas el 9 de julio de 1695) a Carlos III de Gonzaga-Nevers Marques de Montferrato, en cuanto estado neutral.
Tuvo que pasar un tiempo antes de que Víctor Amadeo II pudiese declarar públicamente su paso al bando francés por temor a posibles ataques de sus enemigos, aunque si bien los imperiales ya sospechaban desde hace algún tiempo
la traición del duque. Cuando se hizo público, soldados franceses entraron en el Piamonte para defenderlo frente a posibles enemigos.